# Аль-Мутаваккіль аль-Касім
Аль-Мутаваккіль аль-Касім бін аль-Хасан (араб. المتوكل القاسم بن الحسين; помер 23 квітня 1727) – імам Ємену, онук імама Ахмада аль-Магді. Правив у суперництві з іншими претендентами на імамат.